# Jacó Bittar
Jacó Bittar (Manduri, 12 de outubro de 1940 – Campinas, 26 de maio de 2022) foi um petroleiro, político e sindicalista brasileiro.
Foi um dos fundadores do Sindicato dos Petroleiros de Paulínia e Campinas, da CUT e do Partido dos Trabalhadores. Foi presidente do Sindicato dos Petroleiros e prefeito de Campinas. Foi conselheiro do fundo de pensão da Petrobras - Petros.

## Biografia
Filho do sírio Atanásio Bittar e da paulista Jacy Rodrigues Guilherme, Jacó nasceu em Manduri quando ainda era um distrito de Piraju. Seu pai nascera na cidade mediterrânea de Lataquia em 1905 e chegara ao Brasil em 1920.

## Carreira profissional e política
Começou a trabalhar na Petrobras em 1962 como operador de processamento. Trabalhou na Refinaria Presidente Bernardes (Cubatão) e na Refinaria do Planalto (Paulínia). Em 1983, liderou a primeira greve de petroleiros desde 1964, sendo demitido juntamente com centenas de outros petroleiros.
Em 1973, fundou o Sindicato dos Petroleiros de Campinas e Paulínia. Em 1980. foi um dos fundadores do Partido dos Trabalhadores (PT) ao lado de Olívio Dutra e de Luiz Inácio Lula da Silva, tendo sido o secretário-geral do partido durante quatro anos. Participou também da fundação da Central Única dos Trabalhadores - Central Únida dos Trabalhadores, em 1983.
Foi candidato derrotado do PT ao Senado pelo estado de São Paulo em 1982, na primeira eleição direta de governador desde 1962, tendo sido o quinto mais votado, com 9.6% dos votos. Voltou a concorrer ao Senado em 1986, sendo novamente o quinto mais votado com 9,4% dos votos.
Em 1988, elegeu-se prefeito de Campinas com 32,4% dos votos. Desavenças com o seu vice-prefeito e secretário de obras Antonio da Costa Santos, o "Toninho do PT" (posteriormente eleito prefeito de Campinas) levaram a denúncias de superfaturamento e crise política. Em 1991, no terceiro ano de mandato, Jacó Bittar deixou o PT, filiando-se ao Partido Socialista Brasileiro (PSB).
Em abril de 2003 foi nomeado conselheiro da Petros, o segundo maior fundo de pensão do país. As críticas de que a indicação foi política e por amizade com o, então, presidente Lula foram desmentidas pela Petros.
Morreu no dia 26 de maio de 2022, em sua residência em Campinas, Jacó lutava contra o Mal de Parkinson.

## Processos
Em 1994, Bittar foi condenado em primeira instância a ressarcir a prefeitura de Campinas por obras sem licitação no aterro sanitário Delta I. A sentença foi confirmada em 1998 em segunda instância pelo Tribunal de Justiça de São Paulo.
Outra condenação em primeira instância por propaganda irregular também foi confirmada pelo Tribunal de Justiça de São Paulo. Há também processos sobre concorrência dirigida e o superfaturamento na construção de VLT (Veículo Leve Sobre Trilhos) e malversão de verbas de captação e tratamento de esgoto da bacia do ribeirão Anhumas. Em setembro de 1997 os bens de Bittar foram cautelarmente indisponibilizados, durante o processo que investigava a contratação sem licitação da CPEM (Consultoria para Empresas e Municípios). Em outubro de 1998 os bens foram desbloqueados por determinação do juiz da 6ª Vara Cível de Campinas, Gilberto Luiz Carvalho Francischini.